# 布佐城
布佐城（ふさじょう）は、千葉県我孫子市布佐（下総国相馬郡）にあった日本の城。和田城という別名をもつ。

## 概要
布佐城は、手賀川と利根川に挟まれた台地上に位置し、付近の水運を握る要所となっていたため、何度か合戦が勃発していた。現在はわだ幼稚園の裏側に小山があり、そこから和田氏が造立したとみえる武蔵型板碑が出土し、さらに東の延命寺、勝蔵院にも寛正4年（1463年）及び明応年間の武蔵型板碑、断碑がある。

## 立地
手賀川と利根川に挟まれた標高約20mの舌状台地にあった。現在は中央をJR成田線が走り、さらに周囲は完全に宅地化されているため遺構は全く残っていない。かつては布佐の集落を見下すことができ、利根川を間に布川城と対峙していた。城の構造は不明だが、台地から判断すると三角形の城域が浮かび上がる。また、台地の北東の突端部は本丸であった。

### 水運
当城は常陸川、衣川（小貝川）、手賀印旛浦、香取海の中心に立地しているため、航行する船を監視できる絶好の地にあった。さらに、天正年間には布川の廻船商人である白井氏が関宿（旧関宿町）を経て江戸湾に入り、里見氏領内の港に入っていた。

## 歴史
築城年は定かではないが、戦国時代には、当城の川を挟んだ向かい側にある府川城（茨城県利根町）を本拠地とした豊島氏 の属城として機能していた。延徳5年（1493年）5月6日には第一次布佐城の戦いが発生し、豊島次郎左衛門他諸人が討死しているが、この合戦の内容についてはまだ不明な点が多い。また、永正18年（1521年）にも太日川沿いの小金から市河にかけて、古河公方派の布佐豊島氏と小弓公方の軍が戦っている。さらに、大永年間には小弓公方についた小田城の小田氏や下妻城の多賀谷氏が、古河方の豊島氏と水運をめぐり争うなど、布佐の地では小弓公方・古河公方の争いの中で水運をかけた抗争が数多く起こっていた。

### 布佐城の戦い
少なくとも3回の合戦が確認される。
この戦いについては、残っている資料が少なく、謎に包まれている。一説には、常総市にいた豪族の軍との戦いであったともいわれている。